# 特奥巴尔德·冯·贝特曼-霍尔韦格
特奥巴尔德·冯·贝特曼-霍尔韦格（德語：Theobald von Bethmann-Hollweg，1856年11月29日—1921年1月1日），德国政治家，曾于1909年至1917年间任德意志帝国总理。

## 生平
特奥巴尔德·冯·贝特曼-霍尔韦格為第一次世界大戰爆發時的德國總理，在斐迪南大公於萨拉热窝遇刺後，促使奧匈帝國採取強硬行動，終釀致大戰爆發。戰爭初期，提出九月計劃，詳述戰爭目標、我方狀況。1916年曾冀望美國總統伍德羅·威爾遜的調停，然終因保羅·馮·興登堡及埃里希·鲁登道夫的上台而失敗，也同時反對德國實行無限制潛艇政策，但後來因為國會內部保守派的壓力下不得不批准實行，結果間接導致美國於1917年向德國宣戰。1917年7月，贝特曼-霍尔韦格在兴登堡和魯登道夫的威脅中下台，而於1919年再次獲舉世矚目。該年其向協約國要求代替德皇威廉二世受審，為最高戰爭會議（The Supreme War Council）拒絕。在生命最後的日子，贝特曼-霍尔韦格撰寫回憶錄，於1921年元旦因肺炎去世。去世時尚未完成的《對世界大戰的反思》中強調了德國的困難地理位置，承認政府和皇帝在戰爭爆發前犯了錯誤，德國對此負有部分責任，但只有「共同的罪責」才會導致如此大的災難。